# Sanxay
Sanxay là một xã, tọa lạc ở tỉnh Vienne trong vùng Nouvelle-Aquitaine, Pháp. Xã này có diện tích 24,13 kilômét vuông, dân số năm 2006 là 561 người. Xã nằm ở khu vực có độ cao trung bình 117 m trên mực nước biển. 

## Hành chính
| Danh sách các xã trưởng |               |                 |      |         |
| Giai đoạn               | Giai đoạn     | Tên             | Đảng | Tư cách |
| mars 2001               | réélu en 2008 | Omer Beauchamps |      |         |

## Biến động dân số
| Năm | 1962 | 1968 | 1975 | 1982 | 1990 | 1999 | 2006 |
| --- | ---- | ---- | ---- | ---- | ---- | ---- | ---- |
| Dân số | 938  | 977  | 869  | 701  | 630  | 649  | 561  |
| From the year 1962 on: No double counting—residents of multiple communes (e.g. students and military personnel) are counted only once. |      |      |      |      |      |      |      |